# داگلاس بنت (ورزشکار)
داگلاس بنت (انگلیسی: Douglas Bennett; ۱۳ سپتامبر ۱۹۱۸ – ۲۸ ژوئن ۲۰۰۸) بازیکن هاکی روی یخ، مهندس، و قایقران کانو اهل کانادا بود.